# Theofil Engström
Theofil Engström, folkbokförd Erik Teofil Engström, född 27 mars 1915 i Blötberget utanför Ludvika, död 12 november 2011 i Södertälje, var en svensk sångarevangelist, författare, konstnär, musiker, textförfattare och kompositör.
Theofil Engström, ofta kallad "Thoffe", blev evangelist vid 17 års ålder och kom att medverka i ett stort antal väckelsekampanjer. 1956 gjorde han en omfattande USA-turné då han reste med Hjalmar Jonsson under flera månader och besökte 24 delstater i USA samt även Kanada. Under 1960- och 1970-talen gav Engström och parhästen Walter Erixon samt deras medmusikanter ut sju album och flera ep-skivor.
Engström var i många år medlem i Jubelkvartetten där han även bidrog med egna sånger, däribland Lugna hamn och Det stod en blomma – som egentligen heter Gud i naturen – vilka är två av Engströms mer kända sånger.
Han var från 1952 gift med Marta Nilsson (1926–2007). Deras tvillingdöttrar Maj Berge och Gun Patring, är födda 1955.